# Waidmannsruh

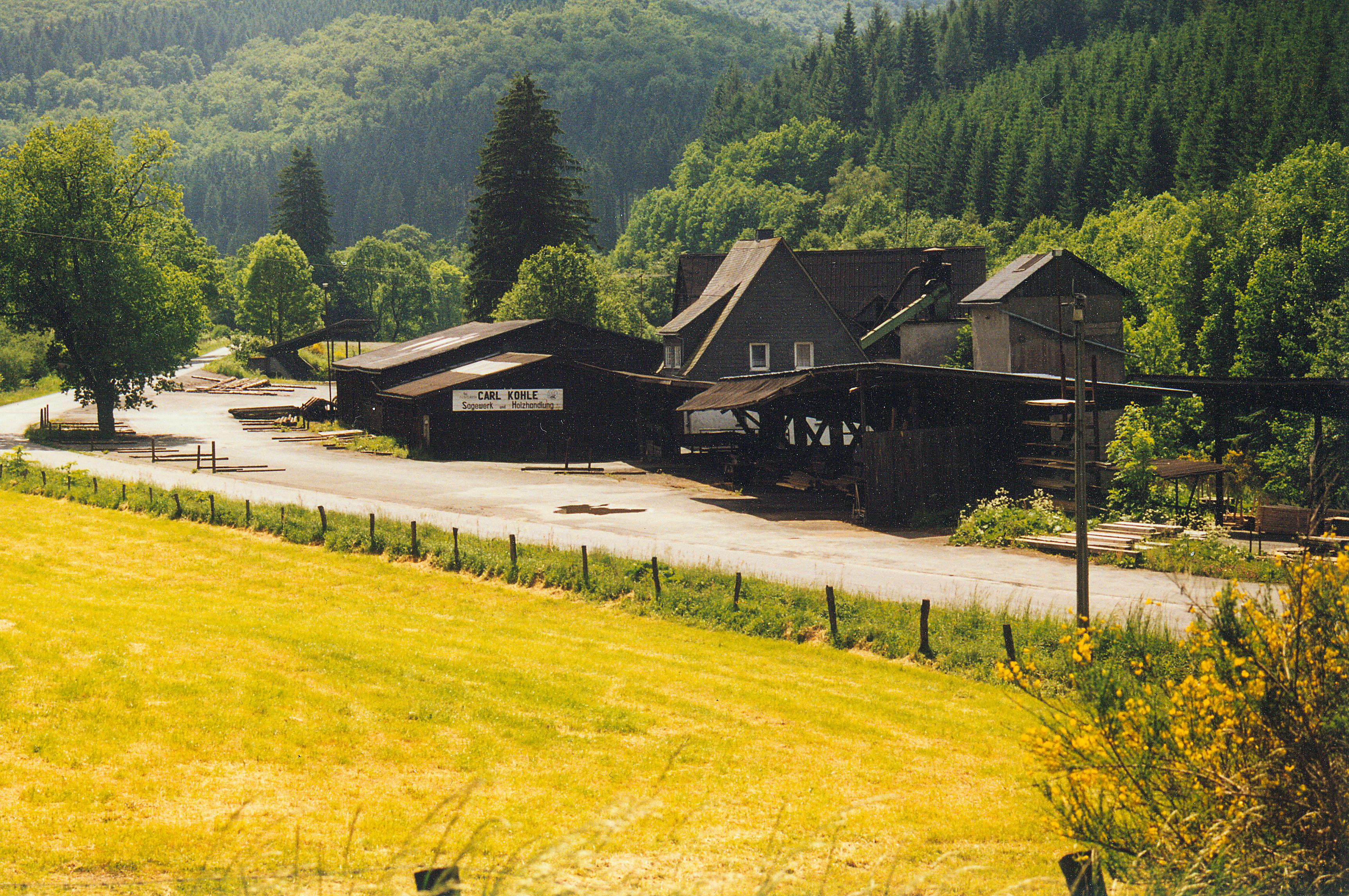
Sägewerk Carl Kohle

 Waidmannsruh  ist ein Ortsteil der Stadt Schmallenberg in Nordrhein-Westfalen.

## Geografie
Der Weiler befindet sich im Latroptal etwa 5 km südöstlich von Schmallenberg. Er liegt etwa 3 km östlich von Fleckenberg und 2 km westlich von Latrop. In Waidmannsruh steht heute noch ein Sägewerk und fließt die Ettmecke in die Latrop. 

## Geschichte
Die Bezeichnung „Waidmannsruh“ hat wohl ihren Ursprung in einem Schießstand, der bis nach dem Zweiten Weltkrieg in unmittelbarer Nähe des Sägewerks stand. 
Der Bereich der heutigen Ortschaft Waidmannsruh gehörte in früheren Zeiten zur damaligen Siedlung Wiesentrop, auch Wiesendorf genannt. Den Abgaben im Meßhafer-Register von 1490 und 1515 nach hat es dort vier Höfe gegeben. Der Verfall dieser Siedlung soll in der zweiten Hälfte des 15. Jahrhunderts erfolgt sein. 
Die Neubesiedlung dieser Gegend wurde Ende des 19. Jahrhunderts dokumentiert. Am 8. Dezember 1893 erhielt der Fleckenberger Carl Kohle die Genehmigung, dort ein Sägewerk, das durch Wasserkraft betrieben werden sollte, zu errichten. 1903 wurde von den Söhnen Carl Kohles oberhalb ein zweites Sägewerk erbaut. Beide Sägewerke waren bis 1946 nicht bewohnt. 1931 wurden die beiden Sägemühlen von den Nachfahren Carl Kohles aufgeteilt. Fortan firmierte die obere Mühle als Sägewerk Carl Kohle, die untere, ältere Mühle als Sägewerk der Gebrüder Kohle.
Am 5. Februar 1946 zog die Familie des aus der Kriegsgefangenschaft zurückgekehrten Adolf Kohle, der nun als Teilhaber in den Betrieb seines Bruders Josef einstieg, in eine Baracke auf dem Betriebsgelände der Gebrüder Kohle. Vier Jahre später errichtete man um 1950 ein Wohnhaus. Die Familie Kohle eröffnete 1956 über dem Sägewerk eine Gaststätte, die bis 1978 betrieben wurde. Dieser Gasthof, ebenfalls „Waidmannsruh“ genannt, war ein beliebtes Ziel für Ausflügler, Wanderer und Einheimische.
Bis zu kommunalen Neugliederung in Nordrhein-Westfalen war der Ort ein Teil der alten Stadt Schmallenberg. Seit dem 1. Januar 1975 ist Waidmannsruh ein Ortsteil der neu zusammengelegten Stadt Schmallenberg. Im Jahre 1982 erfolgte der kirchliche Anschluss zur Pfarrei Fleckenberg. Im Jahre 1999 wurde das Sägewerk Carl Kohle geschlossen und im Sommer 2004 mit dem dazugehörigen Wohnhaus abgerissen. Die ältere der beiden Mühlen, das Sägewerk der Gebrüder Kohle, besteht nach wie vor.